# Stałe Przedstawicielstwo Rzeczypospolitej Polskiej przy Organizacji Traktatu Północnoatlantyckiego w Brukseli
Stałe Przedstawicielstwo Rzeczypospolitej Polskiej przy Organizacji Traktatu Północnoatlantyckiego w Brukseli (ang. Permanent Delegation of the Republic of Poland to NATO) – polska misja dyplomatyczna przy NATO. Placówka zlokalizowana jest w Brukseli.

## Struktura placówki
- Wydział Polityczny
- Wydział Polityki Obronnej
- Referat ds. Komunikacji i Dyplomacji Publicznej
- Referat ds. Zasobów Obronnych oraz Spraw Ekonomiczno-Finansowych
- Referat ds. Łączności, Informatyki i Ochrony Informacji
- Referat ds. Administracyjno-Finansowych

## Działalność
Polska przystąpiła do NATO 12 marca 1999.
Stałe Przedstawicielstwo RP przy NATO (PERMREP) koncentruje się na politycznych aspektach współpracy sojuszniczej, ściśle współpracuje z Polskim Przedstawicielstwem Wojskowym przy Komitetach Wojskowych NATO i UE (MILREP), na którego czele stoi obecnie gen. broni dr Sławomir Wojciechowski. Prace Przedstawicielstwa są też wspomagane przez Narodowe Przedstawicielstwo Wojskowe RP (NMR) przy Kwaterze Głównej Sojuszniczych Sił Zbrojnych NATO w Europie (SHAPE).